# José Bénazéraf

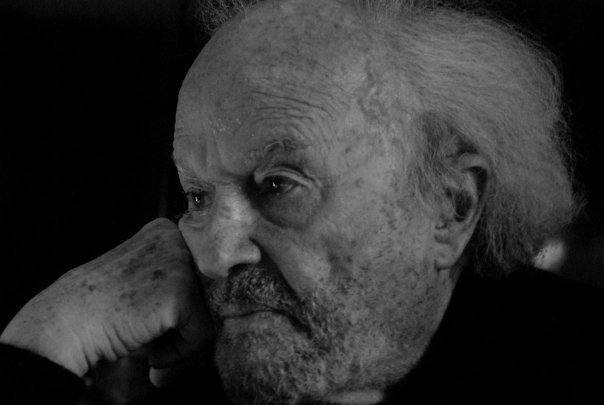
José Bénazéraf

José Bénazéraf (* 8. Januar 1922 in Casablanca, Marokko; † 1. Dezember 2012 in Chiclana de la Frontera, Spanien) war ein französischer Filmregisseur, -produzent und Drehbuchautor.

## Leben
Bénazéraf stammte aus begüterten Verhältnissen. Nach einem Studium der Politikwissenschaften produzierte er 1958 seinen ersten Film Die Wäscherinnen von Portugal (Les lavandières du Portugal) von Pierre Gaspard-Huit. 1961 produzierte er seinen ersten Erotikfilm L'Éternité pour nous. Mit minimalen finanziellen Mitteln drehte er 1962 seinen ersten Spielfilm Heißer Strand, einen Autorenfilm mit erotischen Strandszenen, der zu einem überraschenden Erfolg wurde.
1966 verpflichtete ihn der Schweizer Produzent Erwin C. Dietrich, um seinen Film St. Pauli zwischen Nacht und Morgen zu inszenieren. Diese Zusammenarbeit mit einem Vertreter des Kommerzfilms blieb Episode. Dietrich bezeichnete Bénazéraf später als unangenehmen Typen, der hauptsächlich Forderungen gestellt habe.
Bénazéraf galt als anrüchig, nicht zuletzt durch den verbotenen Film Joe Caligula über einen Gangster, der seine Schwester begehrt und der Welt den Krieg erklärt. Sein berühmtestes Werk Frustration wurde 1971 gedreht. Im Mittelpunkt steht die Geschichte einer Frau, die ihre Liebeserlebnisse nur in der Imagination findet.
Jean-Luc Godard nannte Bénazéraf den einzigen französischen Cineasten, „der sich gegen die Bevormundung unseres Volkes auflehnt.“ Sein Projekt, einen Film über Leo Trotzki zu machen, musste er mangels Finanzierungsmöglichkeiten aufgeben. Als im Zuge der Sexwelle die Pornofilme massenhafte Verbreitung fanden, konnte Bénazéraf, der etwa 15 Jahre lang ein Pionier des modernen Erotikfilms gewesen war, mit seinen weiteren Werken keine besonderen Akzente mehr setzen.

## Filmografie (Auswahl)
- 1957: Die Wäscherinnen von Portugal (Les lavandières du Portugal)
- 1962: Heißer Strand (Le cri de la chair)
- 1963: Covergirls – die ganz teuren Mädchen (Cover-girls)
- 1964: Sex x sex (Vingt-quatre heures d'un Américain à Paris)
- 1967: St. Pauli zwischen Nacht und Morgen
- 1967: Heiße Haut (Un épais manteau de sang)
- 1968: Joe Caligula (Joe Caligula)
- 1971: Frustration (Frustration)